# Lentulus Batiatus
Gnejusz Korneliusz Lentulus Batiatus (lub Watia) – rzymski właściciel szkoły gladiatorów w Kapui na południu Włoch, niedaleko Wezuwiusza. Z jego ludus w roku 73 p.n.e. uciekł Spartakus wraz z grupą 70 do 78 zwolenników. Ucieczka następnie doprowadziła do powstania niewolników, zakończonego w roku 71 p.n.e. śmiercią Spartakusa.
David Roy Shackleton Bailey, brytyjski badacz literatury łacińskiej, twierdzi, że nazwa Batiatus występująca w przekazach historycznych może być zniekształconą wersją nazwiska Watia.

## Lentulus Batiatus w kulturze masowej
Postać Lentulusa Batiatusa pojawia się w dwóch filmach oraz dwóch serialach telewizyjnych poświęconym Spartakusowi. W filmie Stanleya Kubricka z 1960 roku Batiatusa zagrał Peter Ustinov, w filmie telewizyjnym z 2004 Ian McNeice, zaś w serialu Spartakus i miniserialu Spartakus: Bogowie areny – John Hannah.